# 雙線性形式
在域{\displaystyle F}中，向量空間{\displaystyle V}的雙線性形式指的是一个{\displaystyle V\times V\rightarrow F}上的线性函数{\displaystyle B}，满足：
{\displaystyle \forall v\in V}，映射：
{\displaystyle w\mapsto B(v,w)}
{\displaystyle w\mapsto B(w,v)}
都是线性的。這個定義也適用於交換環的模，这时线性函数要改为模同态。
注意一個雙線性形式是特別的双线性映射。

## 坐標表示法
如果{\displaystyle V}是n維向量空間，设{\displaystyle C=\{e_{1},\ldots ,e_{n}\}}是{\displaystyle V}的一组基。定义{\displaystyle n\times n} 阶的矩阵{\displaystyle A}使得{\displaystyle (A_{ij})=B(e_{i},e_{j})}。当{\displaystyle n\times 1}
的矩阵{\displaystyle x}和{\displaystyle y}表示向量{\displaystyle u}及{\displaystyle v}时，双线性形式{\displaystyle B}可表示为:
{\displaystyle B(u,v)=\mathbf {u} ^{T}\mathbf {Bv} }
考虑另一组基 {\displaystyle C'={\begin{bmatrix}e'_{1}&\cdots &e'_{n}\end{bmatrix}}={\begin{bmatrix}e_{1}&\cdots &e_{n}\end{bmatrix}}S} ，其中S是一个可逆的{\displaystyle n\times n} 阶矩阵（基底转换矩阵），则双线性形式在{\displaystyle C'}下的矩阵{\displaystyle A'}的形式为：
{\displaystyle A'=S^{T}\cdot A\cdot S}

## 对偶空间映射
{\displaystyle {\textbf {V}}}的每一個雙線性形式{\displaystyle B}都定義了一對由{\displaystyle V}射到它的对偶空间{\displaystyle V^{*}}的線性函数。
定义{\displaystyle B_{1},B_{2}\colon V\to V^{*}} ：
{\displaystyle B_{1}(v)(w)=B(v,w)\,}
{\displaystyle B_{2}(v)(w)=B(w,v)\,}
常常記作：
{\displaystyle B_{1}(v)=B(v,{-})\,}
{\displaystyle B_{2}(v)=B({-},v)\,}
這裡的(–)是放变量的位置。
如果{\displaystyle V}是有限维空间的话，{\displaystyle V}和它的雙对偶空間{\displaystyle V^{**}}是同构的，这时{\displaystyle B_{2}}是{\displaystyle B_{1}}的轉置映射（如果{\displaystyle V}是无限维空间，{\displaystyle B_{2}}限制在{\displaystyle V}在{\displaystyle V^{**}}的像下的部分是{\displaystyle B_{1}}的轉置映射）。 定義{\displaystyle B}的轉置映射為雙線性形式：
{\displaystyle B^{*}(v,w)=B(w,v).\,}
如果{\displaystyle V}是有限维空间，{\displaystyle B_{1}}及{\displaystyle B_{2}}的秩相等。如果他们的秩等于{\displaystyle V}的維数的话，{\displaystyle B_{1}}和{\displaystyle B_{2}}就是由{\displaystyle V}到{\displaystyle V^{*}}的同构映射（显然{\displaystyle B_{1}}是同构当且仅当{\displaystyle B_{2}}是同构），此时，{\displaystyle B}是非退化的。实际上在有限维空间里，这常常作为非退化的定义：{\displaystyle B}是非退化的当且仅当
{\displaystyle (\forall w,B(v,w)=0)\Rightarrow v=0.}

## 镜像對稱性和正交性
雙線性形式{\displaystyle B:V\times V\rightarrow F}是镜像對稱的当且仅当:
{\displaystyle B(v,w)=0\Longleftrightarrow B(w,v)=0}
有了镜像對稱性，就可以定义正交：两个向量{\displaystyle v}和{\displaystyle w}关于一个镜像對稱的双线性形式正交当且仅当：
{\displaystyle B(v,w)=0\,} 。
一个双线性形式的根是指与所有其他向量都正交的向量的集合。一个矩阵表示为{\displaystyle x}的向量{\displaystyle v}属于双线性形式的根当且仅当{\displaystyle Ax=0\,}（等价于{\displaystyle x^{T}A=0\,}），根一般是{\displaystyle V}的子空间，
当{\displaystyle A}是非奇异矩阵，即当{\displaystyle B}是非退化时，根都是零子空间{\displaystyle \{0\}}。
设{\displaystyle W}是一个子空间，定义{\displaystyle W^{\perp }=\{v|B(v,w)=0\ \forall w\in W\}}。
当{\displaystyle B}是非退化时，映射{\displaystyle W\rightarrow W^{\perp }}是双射，所以{\displaystyle W^{\perp }}的维数等于{\displaystyle \dim(V)-\dim(W)}。
可以证明，雙線性形式{\displaystyle B}是镜像對稱的当且仅当它是以下两者之一：
- 對稱的：{\displaystyle B(v,w)=B(w,v)\,} {\displaystyle \forall v,w\in V\,}
- 交替(alternating)的：{\displaystyle B(v,v)=0\,} {\displaystyle \forall v\in V\,}

每个交替形式都是斜对称(skew-symmetric)（或称反对称(antisymmetric)）的，只要展开
{\displaystyle B(v+w,v+w)}就可看出。
当{\displaystyle F}的特征不为2时，逆命题也是真的。斜对称的形式必定交替。然而，当{\displaystyle {\text{char}}(F)=2}时，斜对称就是对称，因此不全是交替的。
一个双线性形式是对称的(反对称的)当且仅当它对应的矩阵是对称的(反对称的)。一个双线性形式是交替的当且仅当它对应的矩阵是反对称的，且主对角线上都是零。（在F的特征不为2时的情况下）
一个双线性形式是对称的当且仅当{\displaystyle B_{1},B_{2}\colon V\to V^{*}} 相等，是旋钮对称的当且仅当{\displaystyle B_{1}=-B_{2}}。{\displaystyle {\text{char}}(F)\neq 2}时，一个双线性形式可以按成对称和反对称部分分解：
{\displaystyle B^{\pm }={1 \over 2}(B\pm B^{*})}
其中{\displaystyle B^{*}}是{\displaystyle B}的转置映射。

## 不同空間的推廣
這套理論有很大一部份可推廣到雙線性映射的情形：
{\displaystyle B:V\times W\rightarrow F}。
此時仍有從{\displaystyle V}到{\displaystyle W}的對偶、及從{\displaystyle W}到{\displaystyle V}的對偶的映射。當{\displaystyle V}, {\displaystyle W}皆有限維，則只要其中之一是同構，另一個映射也是同構。在此情況下{\displaystyle B}稱作完美配對。

## 張量積關係
由張量積的泛性質，{\displaystyle V} 上的雙線性形式一一對映至線性映射 {\displaystyle V\otimes V\rightarrow F}：若 {\displaystyle B} 是 {\displaystyle V} 上的雙線性形，則相應的映射由下式給出
{\displaystyle v\otimes w\mapsto B(v,w).}
所有從 {\displaystyle V\otimes V} 到 {\displaystyle F} 的線性映射構成 {\displaystyle V\otimes V} 的對偶空間，此時雙線性形式遂可視為下述空間的元素：
{\displaystyle (V\otimes V)^{*}\cong V^{*}\otimes V^{*}.}
同理，對稱雙線性形式可想成二次對稱冪 {\displaystyle S^{2}V^{*}}的元素，而交代雙線性形式則可想成二次外冪{\displaystyle \Lambda ^{2}V^{*}}的元素。

## 參见
- 双线性映射
- 多线性映射
- 二次方程式
- 半双线性形式